# Puntal de l'Abella
El Puntal de l'Abella és una muntanya de 634 metres d'altura, situada al terme del municipi valencià de Segart, al límit amb el terme d'Estivella.
L'entorn del cim està protegit com a microreserva de flora des de l'any 1999 i conté dos tipus d'hàbitat: per una banda els matolls termo-mediterranis i pre-estèpics, i per l'altra les pendents rocoses silícies amb vegetació carmofítica.